# بخش مرکزی شهرستان زارچ
بخش مرکزی، یکی از بخش‌های شهرستان زارچ در استان یزد ایران است. مرکز این بخش، شهر زارچ است.

## تقسیمات کشوری
- بخش زارچ
  - دهستان محمدآباد

شهر: زارچ

## جمعیت
بر پایه سرشماری عمومی نفوس و مسکن در سال ۱۳۹۵، جمعیت بخش مرکزی شهرستان زارچ برابر با ۱۴٬۸۷۸ نفر بوده‌است.